# Assassin's Creed Brotherhood
Pour les articles homonymes, voir Assassin's Creed (série de jeux vidéo) et Brotherhood.
Assassin's Creed Brotherhood est un jeu vidéo d'action-aventure édité et développé par Ubisoft, sorti en novembre 2010.
Ce jeu qui se déroule en majeure partie à l'époque de la Renaissance italienne appartient à la série Assassin's Creed. Son scénario s'insère chronologiquement dans la continuité d’Assassin's Creed II.

## Trame

### Contexte
Assassin's Creed Brotherhood est la suite directe d’Assassin's Creed II. Il reprend pour personnage principal Ezio Auditore, devenu depuis un grand maître assassin. L'action se déroule principalement à Rome durant la Renaissance, ville qui apparait brièvement dans la dernière mission de l'épisode précédent, et en Espagne en 1507.

### Résumé
L'histoire reprend pour Ezio en 1499, juste après avoir vu la déesse Minerve, dans les sous-sols du Vatican. Il fuit la ville avec son oncle Mario et la Pomme d'Éden.
En janvier 1500, ils rejoignent leur résidence de Monteriggioni, sereins. Ezio s'apprête à prendre du repos et raconte donc ce qu'il a vu à Rome à Mario, sa mère Maria, sa sœur Claudia, Machiavelli et Catherine Sforza, avec qui il passe la nuit. Le lendemain, la ville est prise d'assaut par les forces de Cesare Borgia, qui tue Mario et vole la Pomme. Ezio tente de défendre la ville le temps que les habitants fuient, mais il est blessé. Malgré cela, il part rejoindre Machiavelli à Rome, avant de s'effondrer de son cheval sur la route.
C'est là que Desmond Miles émerge de l'Animus. La planque où il se trouve est attaquée et lui et sa bande sont contraints de partir. Ils décident d'aller à Monteriggioni. Desmond et Lucy se frayent un passage dans les sous-sols de la villa Auditore, encore existante, pour ouvrir le passage secret de la bibliothèque de l'intérieur ce qui permet à Shaun et Rebecca d'entrer dans la crypte de la résidence Auditore, lieu où leur matériel n'est pas détecté par les satellites d'Abstergo. Desmond replonge dans l'Animus pour retrouver Ezio, sauvé par un mystérieux homme et amené à Rome. Il rejoint Machiavelli, qui lui explique que la cité se trouve sous le contrôle total des Borgia. Ezio enfile à nouveau sa tenue d'Assassin pour affronter les forces armées de Cesare.
Avec l'aide de ses alliés Assassins, venus à Rome pour combattre, Ezio forme une armée de résistants rebelle au régime militaire des Borgia, en les initiant aux rites des Assassins. Il retrouve également Leonardo Da Vinci, contraint par Cesare de construire des armes modernes qu'Ezio doit détruire pour affaiblir l'influence des Borgia et permettre la reconstruction de la ville. Grâce à leur aide, il parvient à tuer les alliés les plus puissants de Cesare Borgia, qui a comme seule option finale d'utiliser la Pomme d'Éden.
Au Château Saint-Ange, Ezio surprend une violente dispute entre Cesare et son père, Rodrigo Borgia, ce dernier ayant dissimulé la Pomme. Cesare le tue en lui enfonçant une pomme empoisonnée dans la bouche, après qu'il l'a lui-même croqué. Ezio apprend de Lucrezia Borgia la cachette de la Pomme, s'en empare et, grâce à elle, parvient à disperser les dernières forces de Cesare, qui est finalement arrêté en 1503.
Ezio voit cependant une partie de son avenir à travers la Pomme. Il reprend la route, et retrouve Cesare en 1507 (qui s'était finalement évadé), dans la ville de Viana, mise à feu et à sang. Ezio poursuit Cesare et l'affronte sur les murailles d'une citadelle. Il gagne le duel, mais Cesare refuse de mourir de la lame secrète de l'Assassin, qui le précipite donc du haut des murs.
Desmond découvre enfin la séquence ADN qu'il recherchait, montrant la dernière cachette de la Pomme d'Éden : un temple sous le Colisée, où Desmond entend de nouveaux messages d'un autre de Ceux-qui-étaient-là-avant (a priori Junon). Accompagné de Lucy, Shaun et Rebecca, il ouvre le chemin vers la relique, mais au moment où il s'en empare, des symboles apparaissent, et Desmond perd le contrôle de son corps, poussé à poignarder Lucy avec sa lame secrète, pour « lui ouvrir la voie. » Le jeu se termine alors que Desmond et Lucy s'écroulent.
Pendant le générique de fin, on entend un dialogue indiquant que Desmond, inconscient et en état de choc, est remis de force dans l'Animus.
On peut aussi savoir grâce à la fin du DLC La Disparition de Da Vinci que ceux qui mettent Desmond de force dans l'Animus cherchaient une information et que Desmond est en état de choc.

## Système de jeu

### Solo
Le gameplay du jeu reprend celui de son prédécesseur : le joueur contrôle le personnage d'Ezio Auditore, qui maîtrise l'art du déplacement, lui offrant la possibilité de se déplacer aussi bien dans les rues que sur les toits des bâtiments. La seule innovation sur cet aspect du jeu est l'apparition d'un nouveau système de poulie et de palan, qui tracte Ezio directement en haut d'un édifice, servant aussi bien lors de missions que pour de simples déplacements.
Les développeurs ont changé le système de combat dans ce nouvel épisode, le basant plus vers une stratégie offensive, contrairement aux opus précédents, et plus fluide. Il est ainsi possible de tuer un ennemi à coup d'épée puis lui tirer dans la tête avec le pistolet. De nombreux combos sont également incorporés, permettant de joindre différentes armes. Les combats de cheval à cheval sont plus développés que dans Assassin's Creed II. Ezio est également armé d'une nouvelle arme : une arbalète.
Ezio, commençant à ressentir les effets de l'âge et se retrouvant face à un ennemi trop grand pour lui seul, doit cette fois diriger la confrérie des Assassins, où il peut recruter et entraîner de jeunes assassins parmi les citoyens rebelles au régime des Borgia pour l'aider lors des missions ou des affrontements qu'il exécute ou les envoyer en mission dans toute l'Europe pour les faire progresser ; néanmoins, il faut absolument éviter qu'ils ne meurent, le cas échéant, ils n'en reviendront pas. L'évolution de ces apprentis est régie par un système de niveau, à la manière d'un jeu de rôle ou RPG, permettant de les améliorer pour les rendre plus efficaces. Il faut d'abord les libérer de leurs agresseurs pour qu'ils acceptent de suivre Ezio. Ils peuvent par la suite aider dans certaines missions, épaulant Ezio lors de conflits avec les gardes. Certains peuvent être formés au combat à distance, là où d'autres seront plus puissants au corps à corps par exemple.
De nouveaux effets pendant les combats font leurs apparitions tels qu'un zoom, un ralenti et des angles de caméras plus dynamiques afin d'immerger le joueur au maximum.
Ezio doit également contribuer à l'essor de Rome, tout comme avec Monteriggioni dans l'opus précédent, en tuant le capitaine de la garde à la solde des Borgia puis en incendiant les tours Borgia afin de libérer les quartiers de Rome et lui rendre sa beauté d'antan. En effet, lorsqu'une tour est détruite, le quartier est libéré de l'emprise des Borgia et se reconstruit peu à peu. La population aussi change, les bandits et voleurs laisseront place à des marchands et échoppes en tout genre, débloquant nouvelles armes et pièces d'équipement. Ezio peut, en plus de rénover les étals des marchands, payer la restauration des monuments de la Rome antique et des aqueducs.
De nouvelles inventions, créées par Leonardo Da Vinci, le fidèle ami d'Ezio, sont implantées comme l'ancêtre du parachute. Forcé à devenir concepteur de machines de guerres pour les Borgia, Leonardo charge Ezio de détruire ses inventions afin d'empêcher Cesare de conquérir l'Italie.
D'autre part, les missions principales du jeu peuvent être relancées à tout moment, ce qui n'était pas le cas du précèdent volet, ceci afin d'augmenter la synchronisation entre Desmond et Ezio. Les lieux secrets font leur retour, constituant les tanières d'une secte appelée les Adeptes de Romulus, financée par le Vatican ; en découvrant, le joueur obtient l'armure de Brutus.
Il est possible d'incarner Desmond, ayant hérité des talents de son ancêtre au parkour, plutôt que de rester tout le jeu dans l'Animus.
Une extension pour le mode solo est sorti au début du mois de mars 2011. Elle se nomme La disparition de Da Vinci. Celle-ci nous permet de savoir ce qui est arrivé à Ezio à Rome, en 1506, alors qu'il cherchait un navire pour l'Espagne, mais que son ami Léonardo a été enlevé par des templiers.

### Multijoueur
Un mode multijoueur fait pour la première fois son apparition dans la série. Il a été présenté pour la première lors de l'E3 2010. Cependant certains fans de la série assuraient ne pas vouloir d'un mode multijoueur.
Les joueurs incarnent des aspirants Templiers d'Abstergo, qui désirent devenir de parfaits Templiers, capables de rivaliser avec les Assassins. Donc toutes les mémoires récupérées des sujets de l'Animus seront transférées aux Templiers qui l'utiliseront à leur tour, comme pour Desmond.
Le multijoueur se compose de quatre modes et se déroule sur plusieurs cartes : Rome, Florence, Venise, Sienne, San Donato, Monteriggioni, Pienza, Forli, Castel Gandolfo, le Mont-Saint-Michel et l'Alhambra.
Dans les modes Traque et Traque avancée: Le joueur en poursuit un autre (la cible qui lui a été assignée), tout en étant susceptible d'être traqué par un troisième joueur. Le principe est le même dans la version en équipe Alliance et Alliance avancée.
Dans le mode Chasse à l'Homme, deux équipes de trois ou quatre membres s'affrontent en deux manches : une où la première équipe chasse l'autre, et donc l'autre doit se cacher, et la deuxième manche où les rôles s'inversent.
Le mode Capture de coffre se joue aussi en deux manches. Dans chaque manche, une équipe doit capturer les coffres en restant à côté assez longtemps et l'autre équipe doit les protéger en tuant les joueurs adverses.
Dans le mode Assassinat, le principe est d'identifier et assassiner les autres joueurs présents tout en évitant d'être soi-même tué par les adversaires. Enfin, dans le mode Escorte, une équipe protège les « VIP » et l'autre équipe essaie de les tuer, les rôles s'inversent par la suite.
Les personnages multijoueurs disponibles sont les suivants, au nombre de 21 : le Prêtre, le Rôdeur, le Barbier, la Courtisane, le Docteur, le Noble, le Capitaine, la Contrebandière, le Bourreau, l'Ingénieur, le Forgeron, la Voleuse, le Maraudeur, le Mercenaire, l'Arlequine, l'Officier, l'Arlequin, la Dame Rouge, le Chevalier, le Marquis et le Paria.
Le premier contenu téléchargeable gratuit, Animus Project Update 1.0, a été publié le 14 décembre 2010. Il offre l'accès à deux nouvelles cartes du Mont Saint-Michel (de jour et de nuit) et introduit un nouveau mode de jeu baptisé « Alliance Avancée ».
Animus Project Update 2.0, le deuxième contenu téléchargeable gratuit, est disponible depuis le 18 janvier 2011. Il présente une carte entièrement nouvelle du village de Pienza et intègre un mode « Capture de coffre ».
En revanche, Animus Project Update 3.0, le troisième contenu téléchargeable, est payant et se concentre principalement sur le mode multijoueur du jeu. Il est inclus dans le pack DLC intitulé « La Disparition de Da Vinci », rendu disponible pour le téléchargement les 8 et 9 mars 2011. Ce pack comprend une nouvelle carte de multijoueur, le palais espagnol d'Alhambra, ainsi que deux nouveaux modes de multijoueur, Escorte et Assassinat. De plus, six nouveaux personnages ont été ajoutés : Dama Rossa, le Chevalier, Marquis, le Paria, l'Officier et l'Arlequin.

## Villes
| \| Rome Monteriggioni Naples Romagne \| Villes et régions traversées. |
| Rome Monteriggioni Naples Romagne                                     |

Dans ce jeu, le personnage principal va se déplacer dans différentes villes d'Italie.
Tout d'abord Rome, une ville divisée en cinq parties distinctes comprenant le Vatican, les rives du Tibre, le quartier des Ruines, le Centre-ville et la campagne environnante. Rome est décrite comme trois fois plus vaste que Florence. Monteriggioni, quant à elle, est uniquement accessible au début de l'aventure, lors d'une mission d'assaut par les armées du Pape Rodrigo Borgia. Cette ville devient le refuge de Desmond au cours de l'aventure, offrant la possibilité de s'y promener, et est également disponible en mode multijoueurs.
Florence et Venise sont jouable dans des séquences bonus de jeu et en mode multijoueur à travers les mémoires de Cristina. Le port de Naples est accessible pendant une mission spécifique, et la dernière séquence du jeu se déroule à Viana, une ville espagnole assiégée en 1507. Enfin, Romagne est présente dans la mémoire reconstituée de la disparition de Da Vinci.

## Personnages
- Ezio Auditore Da Firenze : C'est le personnage principal du jeu. C'est avec lui que le joueur lutte contre les Borgia.
- Maria Auditore : C'est la mère d'Ezio. Elle dirige notamment la Rose Fleurie à Rome.
- Claudia Auditore : C'est la sœur d'Ezio et c'est la fille de Maria. Elle dirige, tout comme Maria, la Rose Fleurie.
- Leonardo Da Vinci : Inventeur, Leonardo vous confectionnera les plus belles armes. Vous devrez aussi détruire ses machines construites pour les Borgia.
- Caterina Sforza : La souveraine de la cité de Forli qu'elle dût fuir durant une attaque des troupes de Cesare Borgia. Elle se réfugia à la villa Auditore de Monteriggionni et eût une brève aventure avec Ezio.
- Cristina Vespucci : C'est le grand amour d'Ezio, on ne la verra dans le jeu que dans des flashbacks remontant à plusieurs années.
- Cesare Borgia : C'est l'un des personnages principaux du jeu. Il est le chef des Borgia et il luttera contre les assassins pendant la quasi-totalité du jeu.
- Lucrecia Borgia : Lucrèce Borgia est la sœur et la conjointe de César Borgia.
- Rodrigo Borgia : Rodrigo Borgia est le Pape. Il est aussi le père de Cesare Borgia et de Lucrèce Borgia.
- Machiavelli : assassin hors pair, Niccolò Machiavelli nommera Ezio chef des Assassins.
- La Volpe : La Volpe est le chef de la guilde des Voleurs. Les Voleurs sont des alliés importants pour les Assassins.
- Bartolomeo d'Alviano : Bartolomeo est le chef des Mercenaires. Les Mercenaires aideront les Assassins dans diverses missions.
- Desmond Miles : Desmond est le descendant d'Ezio. C'est lui qui revivra les mémoires d'Ezio pour découvrir la pomme d'Eden.
- Shaun Hastings : Très bon historien, Shaun vous aidera à localiser la pomme.
- Lucy Stillman : Aventurière et ex-agent d'Abstergo, Lucy vous aidera à localiser la pomme.
- Rebecca Crane : Informaticienne hors pair, Rebecca vous aidera à localiser la pomme.

## Développement
Ubisoft a communiqué l'arrivée prochaine d'un nouvel Assassin's Creed pour l'année fiscale 2010 à l'occasion de la présentation de ses résultats financiers. L'éditeur n'avait cependant pas précisé son nom. Il a été annoncé par erreur sur certains sites de jeu tels que Jeuxvideo.com et CVG comme étant Assassin's Creed III. Cependant il a bien été confirmé sur le forum officiel que cet épisode n'est pas Assassin's Creed III. Bien qu'étant un épisode intermédiaire (au niveau du scénario), Ubisoft a confirmé que le contenu du jeu ne serait pas équivalent à celui d'une extension à Assassin's Creed II, mais bien à celui d'un titre à part entière. En avril 2010, on a découvert qu'Ubisoft avait réservé le nom de domaine « www.assassinscreedbrotherhood.com », laissant présager le nom du futur jeu. Le teasing du jeu a vraiment commencé lorsque le porte-parole d'Ubisoft a publié quelques messages sur son compte Twitter. Ces messages étaient signés par le docteur Vidic, un antagoniste de la série. Le 5 mai 2010, un employé du magasin américain GameStop a publié sur internet une photo montrant la jaquette de réservation du jeu, confirmant ainsi le nom du sous-titre Brotherhood. Ubisoft a ensuite confirmé que les images étaient authentiques, ainsi que l'arrivée de plus amples informations la semaine suivante. Un site teaser ouvre le 10 mai avec une vidéo et quelques informations. Celui-ci sera finalement la section « armes » du site officiel. Des extensions seront comprises dans le jeu.
Ubisoft Montréal prend la direction du développement et travaille en collaboration avec de nombreux autres studios d'Ubisoft : Ubisoft Annecy, responsable du mode multijoueur, mais aussi Ubisoft Singapour, Ubisoft Bucharest et Ubisoft Québec.
Le jeu a bénéficié d'une phase de bêta ouverte à toute personne ayant pré-commandé son jeu sur PS3. Ubisoft a beaucoup communiqué sur cette phase de bêta en mettant des bandeaux publicitaires sur des sites tels Jeuxvideo.com. À noter que la phase de bêta multi était disponible pour toute personne ayant souscrit au PlayStation Plus.
Sa date de sortie officielle était fixée au 4 octobre 2010 et au 27 septembre 2010 pour les abonnés au PS+, et s'est déroulée jusqu'au 18 octobre 2010.

## Éditions spéciales
Assassin’s Creed Brotherhood a été proposé en deux éditions collector. La première, dévoilée en juin 2010, porte le nom de "Codex Edition" et comprend le jeu Assassin’s Creed Brotherhood, le codex original écrit de la main d’Altaïr (un livre de 60 pages dévoilant toute l’histoire de la guilde des Assassins ainsi que des artworks du jeu), une carte détaillée de Rome avec au dos le poster du jeu mettant en scène Ezio Auditore et six personnages multijoueurs, des cartes présentant les personnages du mode multijoueurs avec leurs attributs et capacités spéciales, le DVD Lineage (offrant trois épisodes pour (re)découvrir l’histoire de Giovanni Auditore, le père d’Ezio), un DVD bonus comprenant la bande son du jeu Assassin’s Creed Brotherhood et des galeries d’images, ainsi qu'un coffret de rangement de type tombeau d'assassin pour les accessoires mentionnés ci-dessus. La version collector "Codex Edition" d'Assassin’s Creed Brotherhood inclut également du contenu exclusif, notamment deux personnages pour le mode multijoueur, l’Arlequin et l’Officier, une armure supplémentaire appelée l'Helmschmied Drachen, et deux missions exclusives, à savoir « The Trajan Market » et « Aqua Gear ».
L'"Auditore Edition" comprend le jeu Assassin's Creed Brotherhood, le DVD Assassin's Creed: Lineage, la carte solo "Aqua Gear", des cartes pour les personnages multijoueurs, une armure supplémentaire appelée l'Helmschmied Drachen, et enfin, un coffret transparent avec un portrait 3D thermoformé d'Ezio.

## Musique
La bande originale a été composée par le Danois Jesper Kyd, qui avait déjà réalisé la musique des précédents jeux de la série Assassin's Creed. Pour Assassin's Creed Brotherhood, il souhaitait un son « sombre et agressif », qui correspond à l'ascension d'Ezio comme maître assassin. Mais quand Rome est libérée, la musique se fait plus enjouée, plus proche du style musical de Assassin's Creed II, raconte-t-il. La bande-son provient, « à 90 % » selon lui, d'instruments interprétés en live et qu'on pouvait trouver à l'époque de la Renaissance. Un CD de la BO était vendu dans une des éditions collector du jeu (Codex Edition).

## Accueil

### Ventes
Le 14 février 2011, Ubisoft dévoile son chiffre d'affaires pour l'année 2010. Il en ressort qu'Assassin's Creed Brotherhood a été vendu à plus de 6,5 millions d'exemplaires pour ses seules versions consoles. La version PC pour sa part est sortie le 17 mars 2011.

### Accueil critique
Les critiques ont été plutôt bonnes pour Brotherhood, reconnaissant la qualité du jeu malgré sa sortie plutôt rapide (14 mois après Assassin's Creed II). Le site Jeuxvideo.com lui accorde une note de 18/20, saluant le contenu et le mode multijoueur plus que la réalisation, notant que le moteur de jeu Anvil « commence à s'essouffler », et le scénario qui « se tient, mais n'apporte rien à la saga ».
La moyenne répertoriée sur Metacritic est de 90/100 pour la version PlayStation 3, calculée à partir de 58 critiques presse ; la version Xbox 360 reçoit la note de 89/100, calculée à partir de 81 critiques presse.

## Contenus additionnels

### Animus Project Update 1.0
Animus Project Update 1.0 est le premier pack de contenu additionnel gratuit pouvant être téléchargé via le Xbox Live et le PlayStation Store. Celui-ci ajoute un mode de jeu en multijoueur, Alliance Avancée, ainsi que la carte Mont Saint-Michel.

### Animus Project Update 2.0
Animus Project Update 2.0 est un pack de contenus additionnels gratuits pouvant être téléchargé via le Xbox Live et le PlayStation Store. Celui-ci ajoute un mode de jeu en multijoueur, Capture de Coffres, ainsi que la carte Pienza.

### La Conspiration de Copernic
La Conspiration de Copernic est un contenu supplémentaire téléchargeable gratuitement. Sorti à l'origine exclusivement sur PlayStation 3, le patch officiel du 23 mai 2017 a cependant rendu ce DLC accessible également sur PC. Le pack se compose de huit missions.
Ezio Auditore découvre par hasard un jeune savant venu de Prusse haranguant les foules à propos d'une grande vérité que beaucoup veulent cacher au peuple. En effet Copernic a découvert que la Terre tourne autour du soleil et souhaite faire partager ses connaissances. Malheureusement cela n'est pas du goût de l'Église, qui va s'évertuer à le faire taire de façon permanente pour le compte des Borgia. Ezio propose alors sa protection à l'astronome.

### La Disparition de Da Vinci
La Disparition de Da Vinci est un contenu supplémentaire payant pouvant être téléchargé via le Xbox Live ou sur le PlayStation Store. Celui-ci propose du contenu supplémentaire pour le mode solo (une nouvelle séquence ADN composée de 8 missions, de deux nouveaux lieux à visiter et de 10 succès/trophées) et le mode multijoueur (4 nouveaux personnages, 2 nouveaux modes de jeu et une nouvelle carte).
Dans cette séquence ADN Ezio Auditore se retrouve à devoir chercher son ami Léonard de Vinci, enlevé par les Adeptes de l'Hermétisme. Il devra pour cela coopérer avec l’apprenti de ce dernier, Salai.